# Santo Kyoden

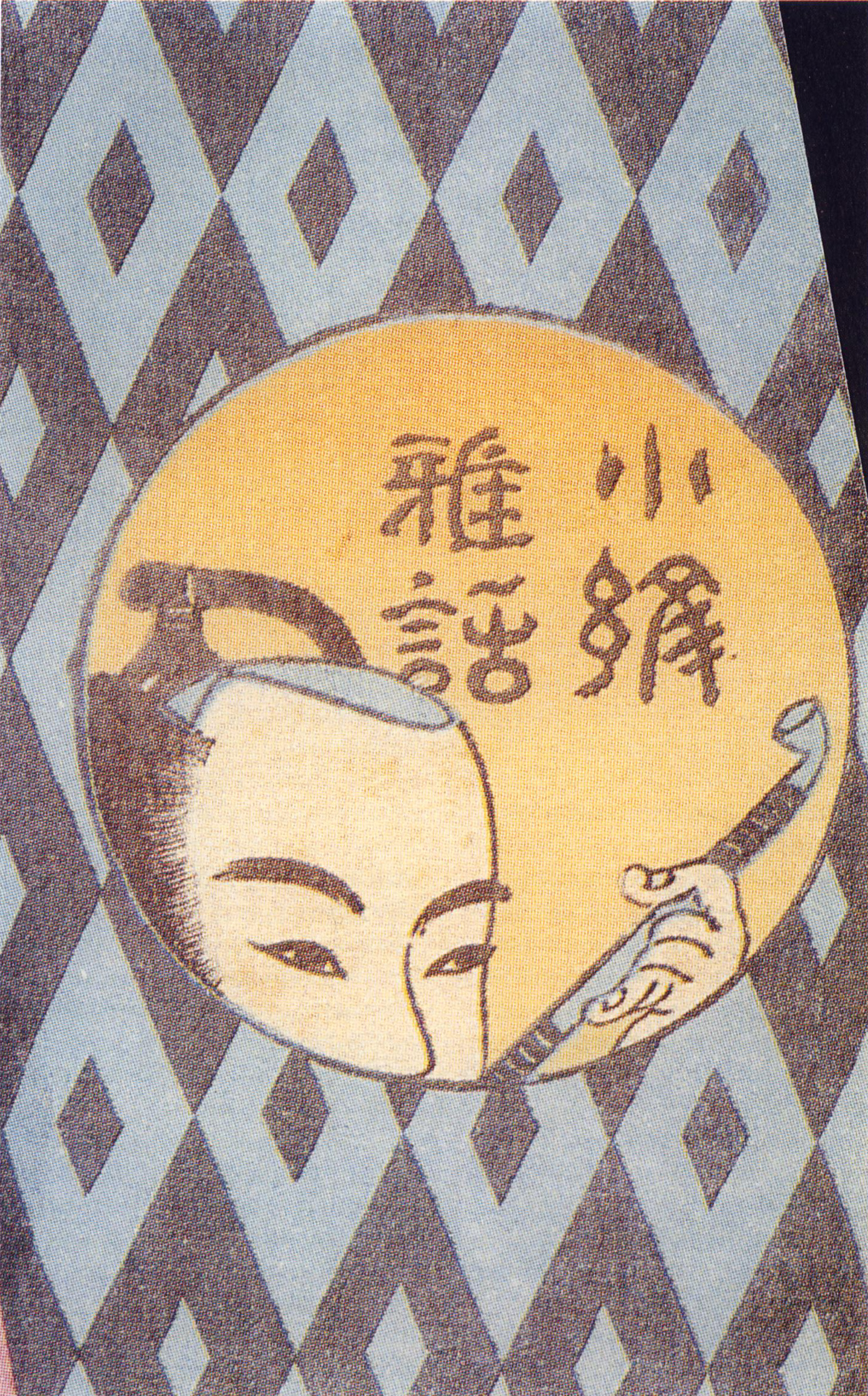
Portada de Komon gawa (小紋訝話; "Conversaciones elegantes sobre diseño de tela"), 1790

Santō Kyōden (山東 京伝?  Edo; 13 de septiembre de 1761–27 de octubre 27 de 1816) fue un japonés poeta, escritor y artista del periodo Edo. Su nombre real era Iwase Samuru (岩瀬 醒?), y también fue conocido popularmente como Kyōya Denzō (京屋伝蔵 kyōya denzō?). Era hermano de Santō Kyōzan.

## Biografía
Santō Kyōden nació en Fukagawa en Edo (actual Tokio). Hijo mayor de Iwase Densaemon, prestamista en un almacén de maderas, a los catorce o quince años estudió ukiyo-e con el maestro Kitao Shigemasa (北尾 重政?), y comenzó a ilustrar kibyōshi bajo el seudónimo de Kitao Masanobu (北尾 政寅?) y pronto comenzó a escribir estas novelas también bajo el nombre de Santō Kyōden; varias novelas están etiquetadas como escritas por Santō Kyōden e ilustradas por Kitao Masanobu. 
Escribió un gran número de kibyōshi y sharebon y se convirtió en un escritor popular. Se casó dos veces, siendo sus dos esposas trabajadoras autorizadas de Yoshiwara, el barrio de placer de Edo.
Su primer gran éxito llegó en 1782 con la publicación del kibyōshi Artículos para vender de lo que sabes (Gozonji no Shōbaimono) que, en opinión de D. Keene, atrajo la atención del público gracias a la elegancia de sus ilustraciones y a la novedad de los temas tratados. En 1785 publicó su kibyōshi más conocido: Un playboy asado al estilo Edo (Edo umare uwaki no kabayaki).   
Durante las Reformas Kansei, "[...] se fomentaron las artes militares y civiles y se condenaron las escrituras decadentes de los autores de gesaku". En 1791, Kyōden publicó un sharebon en tres partes: Shikake Bunko (仕懸文庫?), Nishiki no Ura (錦之裏?), y Shōgi Kinuburui (娼妓絹籭?), por lo que fue condenado a permanecer en casa esposado durante cincuenta días como castigo por violar las restricciones bajo la reforma Kansei del bakufu.
Kyōden rompió entonces sus lazos con el sharebon y comenzó a escribir yomihon. Kyokutei Bakin se unió con Kyōden para escribir juntos gesaku. Kyōden escribió textos esencialmente históricos sobre los modales y las costumbres del período Edo. Kyōden era un agudo observador de la vida de su época. Aun sintiéndose a gusto con la exageración, la comedia y los juegos lingüísticos, su escritura fue principalmente realista.
Antes de Kyōden, los escritores escribían ficción como un pasatiempo sin expectativas de cobro. Kyōden fue uno de los pioneros en convertir este pasatiempo en una profesión remunerada.

## Obras mayores

### Kibyōshi
- Un playboy asado al estilo Edo (江戸生艶気蒲焼 Edo umare uwaki no kabayaki?) (1785)

### Sharebon
- Musukobeya (令子洞房?) (1785)
- El Palacio (通言総籬 Tsūgen Sōmagaki?) (1787)
- Kokei no Sanshō (古契三娼?) (1787)
- Cuarenta y cinco maneras de comprar a una prostituta (傾城買四十八手 Keiseikai Shijūhatte?) (1790)
- Shigeshige Chiwa (繁千話?) (1790)
- Shikake Bunko (仕懸文庫?) (1791)
- Nishiki no Ura (錦之裏?) (1791)
- El tamiz de seda de una cortesana (娼妓絹籭 Shōgi Kinuburui?) (1791)

### Yomihon
- Chūshin Suikoden (忠臣水滸伝?) (1799)
- Udonge Monogatari (優曇華物語?) (1804)
- Sakura Hime Zenden Akebono no Zōshi (桜姫全伝曙草子?) (1805)

### Obras históricas
- Kinsei Kiseki-kō (近世奇跡考?) (1804)